# 宇垣一成
宇垣一成（日语：／ Ugaki Kazushige，1868年8月9日—1956年4月30日），幼名杢次，日本山陽道備前國磐梨郡大內村（今岡山縣岡山市東區瀨戶町大內）人，外務大臣兼拓務大臣、參議院議員。

## 生平
庆应4年（1868年）出生于备前国磐梨郡潟瀬村大内（現・冈山县冈山市東区瀬戸町大内）一个叫宇垣杢右卫门的農民家里，兄弟5人，他是幼子。幼名杢次。后被後同乡的宇垣缠海軍中将认为同宗亲戚。在京都成城学校毕业后进入陆军，并以军曹职务入读陸軍士官学校，明治23年（1890年）7月26日陸軍士官学校（1期）毕业，排名150人中第11位，明治24年（1891年）3月24日授予陸軍步兵少尉官衔。明治29年（1896年）改名宇垣一成。明治33年（1900年）陸軍大学（14期）毕业，排名39人中第3位，恩賜軍刀。
明治35年（1902年）至明治37年（1904年）留学德国，期间妻子鎮惠去世。明治39年（1906年）再度前往德国留学。明治40年（1907年）与小原貞子再婚。明治43年（1910年）晋升陸軍大佐。
大正4年（1915年）晋升陸軍少将，大正5年（1916年）任参謀本部第一部長，大正8年（1919年）晋升陸軍中将，大正10年（1921年）3月11日任第10師团長，大正12年（1923年）就任陸軍部次官。

### 陸軍大臣
大正13年（1924年）宇垣一成担任清浦奎吾内阁的陸軍大臣，在加藤高明内閣中留任陸軍大臣。大正14年（1925年）加藤内閣期间他完成了宇垣裁军计划，裁撤了21個师团中的4个師團（高田第13師团、豊橋第15師团、岡山第17師團、久留米第18師團）、16个联隊区司令部、5所陸軍病院、2所陸軍幼年学校。
此后他在第一屆若槻礼次郎内阁留任陆军大臣，1925年8月1日晋升陆军大将。昭和2年（1927年）臨時代理朝鮮总督。昭和4年（1929年）在濱口雄幸内閣中再次担任陸軍大臣，1931年因为三月事件被迫辞职。
昭和6年（1931年）编入预备役，昭和11年（1936年）再次担任朝鮮总督，倡导「内鮮融和」和推行皇民化政策。

### 組閣流産
昭和12年（1937年）廣田弘毅内閣总辞職。重臣会議上宇垣被天皇指名组阁，但因宇垣裁军和三月事件，代表陆军的陸相持反对态度，宇垣組閣流產。
昭和13年（1938年），宇垣在第一次近卫内阁中任外务大臣兼拓务大臣，在对中国发表近卫声明后，开始日中和平交渉，与国民政府行政院長孔祥熙秘密接触，策划谋求以蒋介石下野为条件的中日和谈，然而他在同年9月因軍方的壓力之下辞职引退。昭和19年（1944年）担任拓殖大学代学長。昭和20年（1945年）太平洋战争结束后，被开除公职。在东京审判中，宇垣与米内光政、若槻礼次郎、岡田啓介被美方認定為是和平派而免除审判。
昭和28年（1953年）4月宇垣以51万3765票的高支持率当选为参议院议员。昭和31年（1956年）在静冈县伊豆长冈町（現在的伊豆的国市長岡）的松籟荘去世。

## 几次首相候補
- 第37代首相候補接替36代阿部信行内閣：近卫文麿、西园寺公望推薦
- 第41代首相候補接替40代东条英机内閣：若槻礼次郎、岡田啓介、清浦奎吾推薦
- 第42代首相候補接替41代小磯国昭内閣：若槻礼次郎推薦

## 脚注
1. ↑  照沼康孝「宇垣陸相と軍制改革案 : 浜口内閣と陸軍」『史学雑誌』1989年12月
2. ↑  宇垣自身、「「あいつが出てきたら、我々がわがままが出来ぬ」といふことに尽きるだろう」と書き残している（『宇垣一成日記』２）。
3. ↑  （額田坦『秘録宇垣一成』芙蓉書房、1973年、P382）

## 関連書籍
- 『宇垣一成日記1 - 3巻』（みすず書房 1968年 - 1971年）
- 『秘録宇垣一成』（額田坦・著 芙蓉書房 1973年）
- 『宇垣一成』（井上清・著 朝日新聞社 1975年）
- 『宇垣一成　悲運の将軍』（棟田博・著 光人社 1979年）
- 『陸軍に裏切られた陸軍大将　宇垣一成伝』（額田坦・著 芙蓉書房 1986年）
- 『宇垣一成―政軍関係の確執』（渡辺行男・著 中公新書 1993年）
- 『宇垣一成とその時代―大正・昭和前期の軍部・政党・官僚』（堀真清・編著 新評論 1999年）
- 『岡山人じゃが2 ＜ばらずし＞的県民の底力』（岡山ペンクラブ・編　吉備人出版　2005年）

## 関連項目
- 岡山県出身人物一覧（日语：岡山県出身の人物一覧）
- 成城高等学校（日语：成城中学校・高等学校）
- 将官・佐官出身国会議員一覧（日语：将官・佐官出身の国会議員の一覧）